# Duyun
Duyun (chinesisch 都勻市, Pinyin Dūyún Shì) ist eine Großstadt in der chinesischen Provinz Guizhou. Sie ist die Hauptstadt des Autonomen Bezirks Qiannan der Bouyei und Miao. Es gibt in Duyun Eisen- und Stahlindustrie. Die Fläche beträgt 2.295 Quadratkilometer und die Einwohnerzahl 468.900 (Stand: Ende 2018).
Beim Zensus im Jahre 2000 hatte Duyun 463.426 Einwohner.

## Ethnische Gliederung der Bevölkerung (2000)
| Name des Volkes | Einwohner | Anteil  |
| --------------- | --------- | ------- |
| Bouyei          | 190.347   | 41,07 % |
| Han             | 147.773   | 31,89 % |
| Miao            | 71.011    | 15,32 % |
| Sui             | 32.702    | 7,06 %  |
| Yao             | 3.788     | 0,82 %  |
| Dong            | 3.096     | 0,67 %  |
| She             | 3.073     | 0,66 %  |
| Yi              | 2.448     | 0,53 %  |
| Zhuang          | 2.037     | 0,44 %  |
| Tu              | 1.763     | 0,38 %  |
| Tujia           | 1.487     | 0,32 %  |
| Hui             | 994       | 0,21 %  |
| Mulam           | 688       | 0,15 %  |
| Mandschu        | 592       | 0,13 %  |
| Gelao           | 489       | 0,11 %  |
| Sonstige        | 1.138     | 0,24 %  |